# Temeșești
Temeșești – wieś w Rumunii, w okręgu Arad, w gminie Săvârșin. W 2011 roku liczyła 131 mieszkańców. 